# Bainet (Haití)
Bainet (en criollo haitiano Benè) es una comuna de Haití, que está situada en el distrito de Bainet, del departamento de Sureste.

## Historia
Fue fundado en 1778.

## Secciones
Está formado por las secciones de:
- Brésilienne
- Trou Mahot
- La Vallée de Bainet
- Haut Grandou
- Bas de Grandou (que abarca la villa de Bainet)
- Bas de Lacroix
- Bras Gauche
- Oranger
- Bas de Gris Gris

## Demografía
| Gráfica de evolución demográfica de Bainet entre 2009 y 2015 |
|                                                              |

Los datos demográficos contemplados en este gráfico de la comuna de Bainet son estimaciones que se han cogido de 2009 a 2015 de la página del Instituto Haitiano de Estadística e Informática (IHSI). 